# Super nova (Murakami)
Pour les articles homonymes, voir Super nova.
Super nova est une acrylique sur toile marouflée peinte sur panneau de 7 cm d'épaisseur, réalisée par Takashi Murakami en 1999.
Il s'agit d'un tableau panoramique dont le motif principal et répété à l'infini est le champignon, décliné sous diverses formes.
Cette icône du champignon est inspirée de la sculpture My Lonesome Cowboy : un personnage qui tient son pénis dans la main : un pénis qui lui fait penser à un champignon avec son côté kawaii. 
Il fait aussi allusion à l’artiste-illustrateur très populaire au début du XXe siècle, Yumeji Takehisa (ère Taishô 1912-1926) après s’être inspiré de ses illustrations aux motifs de champignons qui lui paraissent érotiques, mignons et liés à l’univers fantastique des contes de fées.   
Les champignons sont également la métaphore du bombardement atomique d’Hiroshima.